# San Martín Ondinas
San Martín Ondinas är en ort i Mexiko.   Den ligger i kommunen Candelaria Loxicha och delstaten Oaxaca, i den sydöstra delen av landet, 500 km sydost om huvudstaden Mexico City. San Martín Ondinas ligger 463 meter över havet och antalet invånare är 224.
Terrängen runt San Martín Ondinas är kuperad åt sydost, men åt nordväst är den bergig. San Martín Ondinas ligger nere i en dal. Runt San Martín Ondinas är det ganska tätbefolkat, med 86 invånare per kvadratkilometer. Närmaste större samhälle är Los Naranjos Esquipulas, 6,6 km nordost om San Martín Ondinas. Omgivningarna runt San Martín Ondinas är en mosaik av jordbruksmark och naturlig växtlighet.